# بادن-فورتمبيرغ
بادن-فورتمبيرغ (بالألمانية: Baden-Württemberg) تُلفظ بالألمانية: [ˌbaːdn̩ ˈvʏʁtəmbɛʁk]  ( سماع) (تُختصر BW) هي ولاية اتحادية تقع في جنوب غرب جمهورية ألمانيا الاتحادية، ووفقاً لدستورها الخاص هي جمهورية برلمانية ذات سيادة جزئية. تأسست في عام 1952 عن طريق اندماج الولايات فورتمبيرغ-بادن، وجنوب بادن، وفورتمبيرغ-هوهنتسولرن. تحتل بادن فورتمبرغ المرتبة الثالثة بين الولايات الألمانية من حيث عدد السكان ومن حيث المساحة. أكبر مدينة في بادن فورتمبيرغ هي عاصمة الولاية شتوتغارت، تليها كارلسروه ومانهايم. المدن الرئيسية الأخرى هي فرايبورغ أم برايسغاو وهايدلبرغ وهايلبرون وبفورتسهايم ورويتلينغن وأولم.

## الجغرافيا
بادن-فورتمبيرغ تقع في جنوب ألمانيا. يحدها من الشمال ولاية هسن ومن الشرق بافاريا ومن الجنوب بحيرة كونستانس وسويسرا ومن الغرب راينلاند بالاتينات وفرنسا. أهم الأنهر هي الراين، نكار والدانوب.
في جنوب غرب الولاية تقع الغابة السوداء.

## التقسيم الإداري وأهم المدن

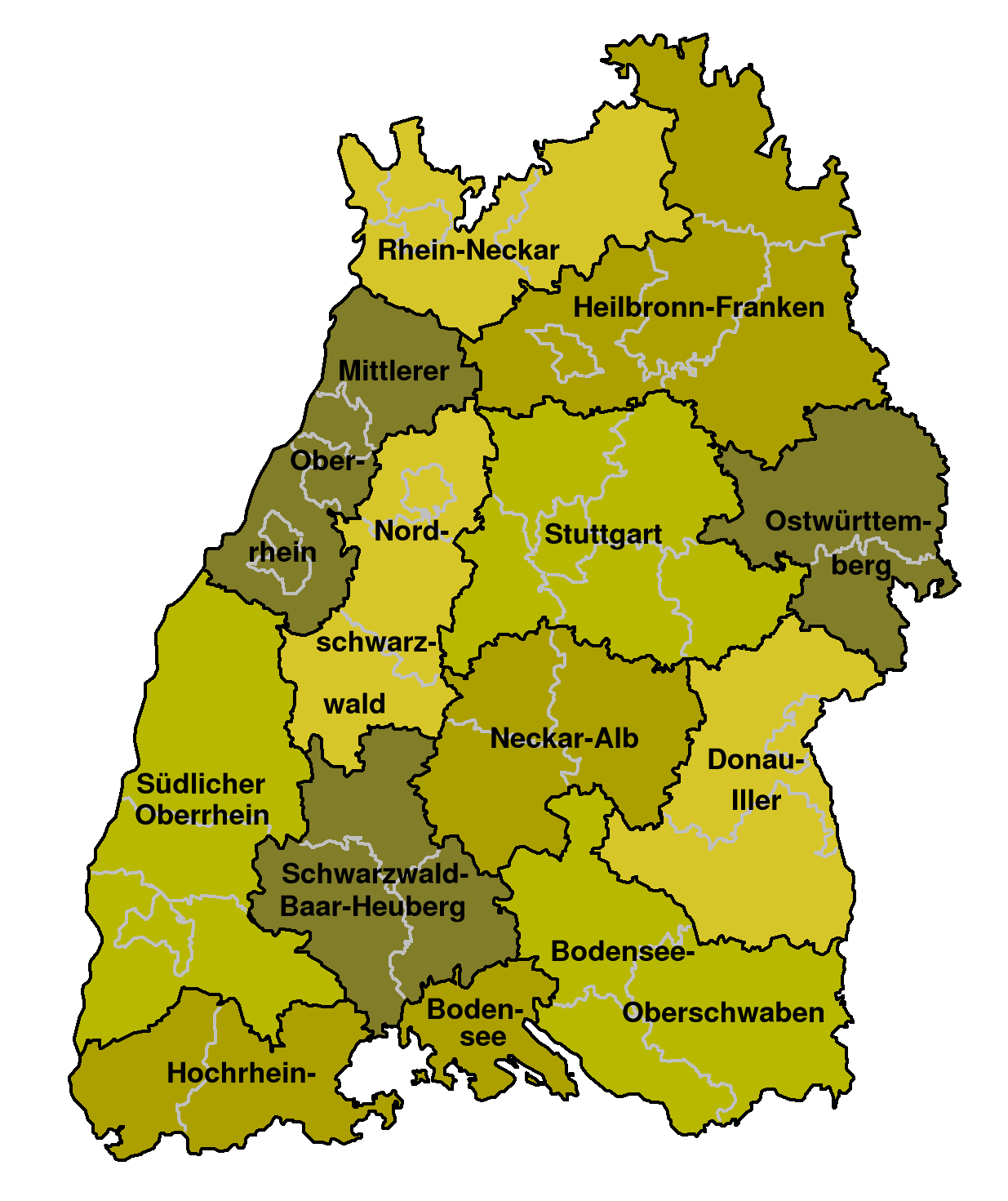
تقسيم المناطق الإدارية الأربعة في بادن فورتمبيرغ إلى 12 إقليم محلي

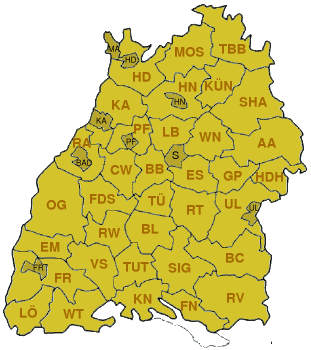
مقاطعات بادن-فورتمبيرغ الريفية والمدنية

الولاية مقسمة إلى 4 مناطق إدارية والتي تنقسم إلى 35 إقليما محليا و 9 مدن رئيسية.

### المناطق الإدارية
- فرايبورغ.
- كارلسروه.
- شتوتغارت.
- توبينغن.

### أهم المدن
|    | المدينة     | الاسم بالألمانية     | المنطقة الإدارية | السكان  |
| -- | ----------- | -------------------- | ---------------- | ------- |
| 1  | شتوتغارت    | Stuttgart            | شتوتغارت         | 594.970 |
| 2  | مانهايم     | Mannheim             | كارلسروه         | 307.914 |
| 3  | كارلسروه    | Karlsruhe            | كارلسروه         | 286.327 |
| 4  | فرايبورغ    | Freiburg im Breisgau | فرايبورغ         | 217.547 |
| 5  | هايدلبرغ    | Heidelberg           | كارلسروه         | 144.634 |
| 6  | هايلبرون    | Heilbronn            | شتوتغارت         | 121.384 |
| 7  | أولم        | Ulm                  | توبينغن          | 120.925 |
| 8  | بفورتسهايم  | Pforzheim            | كارلسروه         | 119.156 |
| 9  | رويتلنغن    | Reutlingen           | توبينغن          | 112.431 |
| 10 | لودفيغسبورغ | Ludwigsburg          | شتوتغارت         | 87.280  |
| 11 | توبينغن     | Tübingen             | توبينغن          | 83.649  |
| 12 | كونستانس    | Konstanz             | فرايبورغ         | 81.006  |
| 13 | بادن بادن   | Baden-Baden          | كارلسروه         | 54.855  |

## الاقتصاد
بادن-فورتمبيرغ هي أحد أغنى ولايات ألمانيا. نسبة البطالة تعد أحد الأقل في البلاد. شركات السيارات دايملر (مرسيدس)، و بورشه، و بوش وأودي تتخذ من الولاية مقراً لها. كذلك، يوجد مقر أكبر شركة برمجيات ألمانية ساب إى.جي. (بالألمانية: SAP AG) في مدينة فالدورف بالولاية ويبلغ حجم اقتصاد ولاية 438,27 مليار يورو يعتبر ثالث أكبر اقتصاد في ولايات ألمانيا بعد ولاية راين لاند بفالتس وبافاريا .
مانهايم الواقعة على نهر الراين لديها ثاني أكبر ميناء داخلي في أوروبا.

## التعليم والثقافة

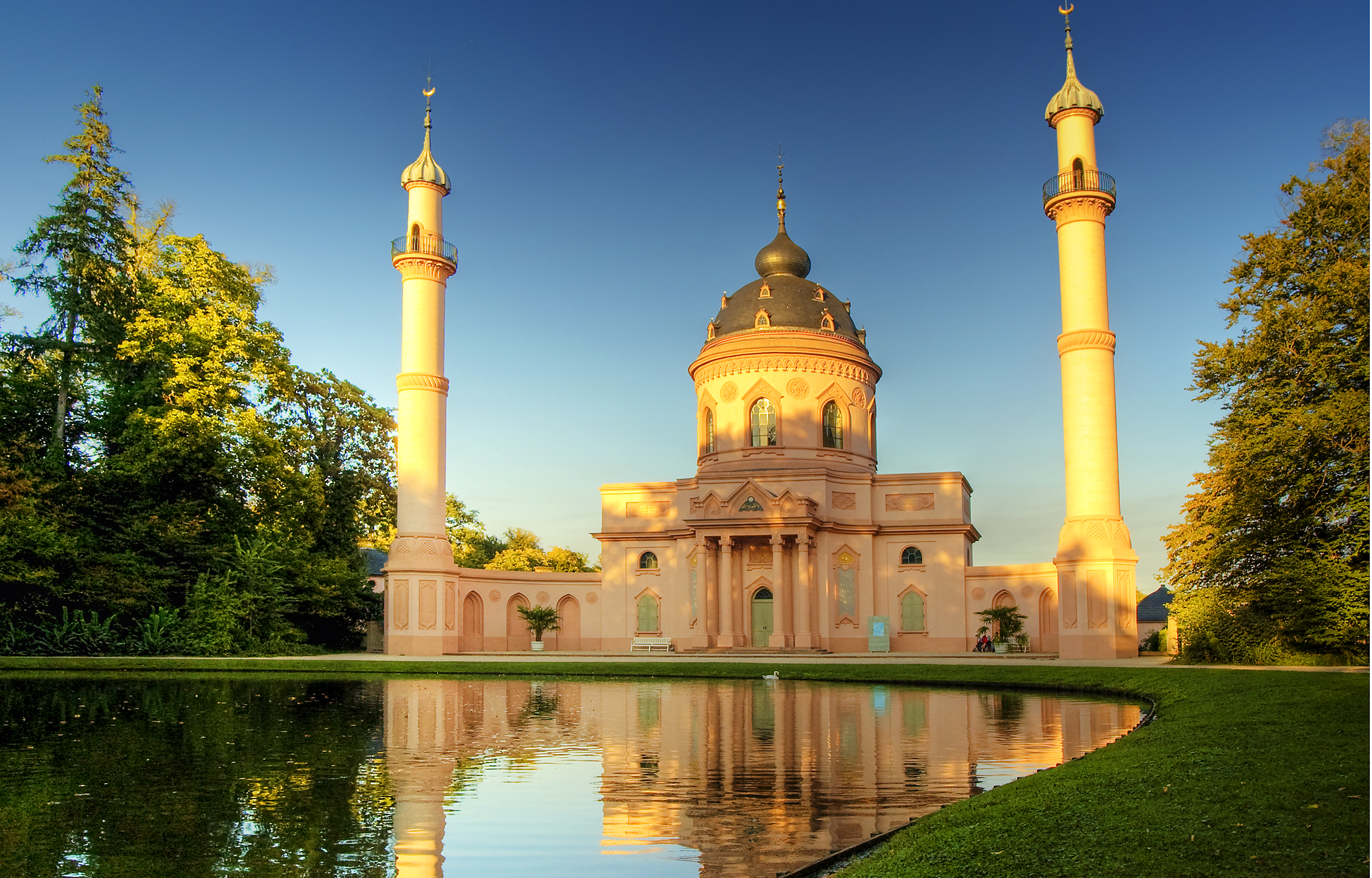
مسجد قلعة شويتزنجين

أهم الجامعات:جامعة كارلسروه. جامعة شتوتغارت، جامعة فرايبورغ، جامعة هايدلبيرغ وجامعة كونستانس وجامعة توبنغن.
الدين
تعتبر المسيحية أكبر ديانة في ولاية حيث يعتنقها %72 تقسم إلى %37 كاثوليك وبروتستانت %35 ولادينية %20 والاسلام %6 وديانات أخرى %2.

## وصلات خارجية
- موقع بادن-فورتمبيرغ الرسمي (بالألمانية)